# Pareucephalacris luridicrus
Pareucephalacris luridicrus är en insektsart som beskrevs av Marius Descamps 1980. Pareucephalacris luridicrus ingår i släktet Pareucephalacris och familjen gräshoppor. Inga underarter finns listade i Catalogue of Life.